# 김창봉 (군인)
김창봉(1919년 ~ )은 북한의 정치인이자 군 장교였다. 김일성이 이끄는 조선로동당의 주류인 만주파에 속했다. 김창덕은 형으로도 알려져 있다. 조선민주주의인민공화국이 수립되고 6.25 전쟁이 끝난 후 그는 북한 정치 체제에서 여러 요직을 맡았다.

## 생애
1919년 함경북도 경원군 출생이다. 도호쿠항일연합군 제1군 제5대원으로 활동했다. 안키치의 지휘 아래 빨치산 활동을 펼침. 일본군을 피해 소련에 들어갔다. 소련 정찰 부대의 일원으로 활동했다. 제2차 세계대전이 끝난 뒤 박뤄관, 최광을 필두로 강견과 함께 30여명의 일행을 이끌고 연길에 도착했다. 1946년에 그는 켄 캉(Ken Kang)과 다른 사람들과 함께 집으로 돌아왔다. 같은 해 38병행경비대대장을 맡았다.
한국전쟁 당시 제3사단 제7연대(대령)였다. 1950년 10월 그는 제19사단 사령관으로 임명되었다. 1950년 12월, 제12사단 사령관, 1951년 4월 제8군단장을 역임했다. 1953년 7월 한국전쟁이 끝나고 휴전협정이 체결되자 소장으로 진급해 7군단장이 됐다.
그는 1956년 중반부터 1958년 9월까지 소련군사학교에서 공부했다. 1956년 4월 조선로동당 제3차 대회에서 정치국 후보로 선출되었다. 1959년 7월부터 조선인민군 총참모장을 맡고 있다. 그는 1961년 9월에 열린 조선로동당 제4차 대회에서 정치국 위원으로 선출되었다.
1962년 10월 그는 국가안보부 장관이 되었다. 1966년 10월 12일 조선노동당 제2차 당대회에서 중앙위원회 위원으로 선출되었다.